# 苏智良
苏智良（1956年6月4日—），生于上海，祖籍浙江嵊州。上海师范大学教授、博导，专门史博士点带头人，上海师范大学都市文化研究中心副主任、上海师范大学人文与传播学院院长，兼任上海历史学会副会长、中华日本学会常务理事、中国社会史学会常务理事、中国现代人物研究委员会主任、上海市初中历史教科书主编、中国城市史研究会副会长、中國慰安婦研究中心主任等。研究方向有社会史、上海城市史、抗战与中日关系等。著有《上海近代史》（合著）、《上海近代黑社会研究》、《中国简史》、《中国毒品史》、《慰安妇研究》、《日军性奴隶》、《1909年万国禁烟会研究》、《上海城区史》等20余种。主要研究方向为上海史、毒品史、慰安妇。被稱为中国慰安妇问题研究第一人。

## 教育经历
苏智良1978年考入华东师范大学历史系，后留校继续攻读中国近现代史专业研究生直至1985年毕业。1990年代曾赴日本东京大学研修。

## 慰安妇研究
1992年3月的某一天，苏智良去日本参加一个国际会议，会上一位日本教授问他：“日军的第一家慰安所是不是设在上海？”作为研究上海史的学者，苏智良却回答不出这个问题，感到很遗憾。苏智良随后走上研究慰安妇问题的道路。
苏智良在全国各地采访和调查，大力呼吁援助和保护健在的慰安妇，并自掏腰包补贴幸存者的生活。他的妻子陈丽菲也是执着的慰安妇问题研究者。
1998年，苏智良接到日本一个民间组织的邀请函，请他到日本演讲日军当年在华实行慰安制度的野蛮暴行。是年12月，苏智良在日本先后进行了7场演讲。
1999年，苏智良自费出版《慰安妇研究》。
2007年7月7日，即卢沟桥事变70周年纪念日，中国慰安妇资料馆在上海师范大学开馆。这是继首尔、东京之后，世界上第三个有关慰安妇的纪念资料馆 （页面存档备份，存于）。

## 主编沪版高中历史教科书
2001年末，以苏智良为首的历史组竞标得到上海“二期课改”教材编写项目。该教材在2003年开始在上海近百所中学试用。2006年9月1日，《纽约时报》北京分社社长周看（Joe  Kahn）在《纽约时报》发表文章，评论新教科书中毛泽东领导革命、阶级斗争的内容相对减少，摩根银行、比尔·盖茨、纽约证券交易所等内容进入教科书。
原中央军委办公厅李际均中将在《瞭望杂志》发表文章批评沪版历史教科书，认为此书在“淡化意识形态”、“在政治方向、理论方向、学术方向上都存在严重错误”。2007年5月，上海市教委决定本年9月入学的高一新生必须使用一套新的历史教科书。除苏智良外，原来的编写组成员均未能获批进入新的编写组，在这种情况下苏智良辞去高中历史教材主编职务。苏智良主编的历史教科书，很有可能是中华人民共和国教育史上最短命的教科书。“我们希望新版教材能够反映人类求生存、求发展，能够体现人类文明发展过程，把人类从古到今的文明史讲清楚。”“我们编写这套新版教材的目的，如果用一句话概括，就是希望通过学习历史，能够培养既具有民族精神、又具有世界意识的社会主义新公民。”苏智良的梦想，随着高中历史教科书的停止使用，碎落一地。教育部基础教育历史课程标准研制组负责人朱汉国也觉得将教科书问题“拔到政治点上来讲，跟意识形态扯上边，根本没有必要”。
与网民激动的反对意见不同，学界普遍对苏智良主编的教科书表示欢迎。大多数学者评价称，教科书大幅减少暴力和极端的观点，结合经济和政治变化趋势，将修改侧重点放在了追求安定和发展方面。
对于上海教科书引发的风波，余秋雨在一个公开场合演讲时批评道：“在这个文化乱糟糟的时代，我们缺乏一种鲜明的文化态度和文化选择，这样就很难有明确的文化形象。不能为了求稳就不敢表达自己的态度。就像前段日子上海改了历史教科书，是个很大的进步。可是面对一些质疑声，我们为什么不大声亮出我们的观点呢？”
朱学勤也认为用文明史来代替阶级斗争史，用社会生活的变化来代替王朝体系的演变，用文明来代替暴力，用千百万普通人生活的演变代替少数帝王将相的历史，这是非常大的进步。他还盛赞那种师生互动和学生参与的气氛，而不是自上而下的灌输和教条式的背诵法，所以他认为在教学方法上也有比较大的突破。